# Кантемировы (цирковая династия)
Кантемировы (осет. Хъантемыратæ) — династия цирковых артистов — джигитов-наездников. Все представители династии — осетины. Представители династии также снимались в кино как актёры и каскадёры.
Представители династии:
- Алибек Кантемиров (16.05.1882—05.07.1975) — выдающийся российский и советский цирковой артист, дрессировщик лошадей, педагог и наездник-джигит. Основатель отечественного конно-циркового искусства. Первый раз появился на арене цирка 11.02.1907 года с номером «Соло-джигит». Основал цирковую династию Кантемировых в 1907 году, в 1924 году создал первый национальный групповой номер наездников-джигитов — «Джигиты Али-Бек» («Джигиты Осетии»), в 1953 Кантемировы выступили с номером «Конные игры народов СССР». Как педагог-тренер, в общей сложности, подготовил более 150 наездников—джигитов, многие из которых стали народными артистами, среди них народные артисты РСФСР М. Туганов, Ю. Мерденов, Т. Нугзаров и другие. Создал школу джигитовки. В конце 20-х – начало 30-х гг. одним из первых советских артистов гастролировал с аттракционом по крупнейшим западным циркам (Германия, Швейцария, Англия). Орден «Знак Почёта», Орден Ленина, Медаль «В ознаменование 100-летия со дня рождения Владимира Ильича Ленина». Заслуженный деятель искусств Северо-Осетинской АССР (1949), Народный артист Северо-Осетинской АССР, Заслуженный артист РСФСР (1958), Народный артист РСФСР (1966).
  - Хасанбек Кантемиров (14.12.1924—30.07.2007) — мастер цирковой джигитовки и режиссуры, ветеран Великой Отечественной войны. На арене с 1928. Впервые выступил на арене в Гамбургском цирке. В 1953 году поставил вместе с отцом программу "Конные игры народов СССР". В течение долгой творческой жизни Хасанбек постоянно искал новые пути и формы развития отечественного цирка, осуществив в качестве автора и режиссёра ряд масштабных цирковых постановок. До 1971 работал в труппе отца. Затем создал собственный номер – этнографическое обозрение «Картины Осетии». В составе труппы Хасанбека работают его дети. Более пятидесяти лет отдал цирковой арене. Орден Отечественной войны II-й степени, Орден «Трудового Красного Знамени», Орден «Знак Почёта», Орден Дружбы народов, Орден Святого Георгия, Грамота Верховного совета Северо-Осетинской АССР, Медаль «За победу над Германией в Великой Отечественной войне 1941—1945 гг.», Юбилейная медаль «Двадцать лет Победы в Великой Отечественной войне 1941—1945 гг.», Юбилейная медаль «Тридцать лет Победы в Великой Отечественной войне 1941—1945 гг.», Юбилейная медаль «Сорок лет Победы в Великой Отечественной войне 1941—1945 гг.», Юбилейная медаль «50 лет Победы в Великой Отечественной войне 1941—1945 гг.», Юбилейная медаль «60 лет Победы в Великой Отечественной войне 1941—1945 гг.», Юбилейная медаль «50 лет Вооружённых Сил СССР», Юбилейная медаль «60 лет Вооружённых Сил СССР», Медаль «За оборону Кавказа», Медаль Жукова, Медаль «В память 850-летия Москвы», «За заслуги в развитии российского цирка». Заслуженный артист Северо-Осетинской АССР, Народный артист Северной Осетии,  Народный артист России.
    - Каджана Кантемирова (род. 29.10.1950) — наездница, дрессировщица, режиссер, на манеже с 6 лет, в свое время руководила труппой отца, сейчас она член правления Цирковых деятелей России. Заслуженная артистка Осетии, Заслуженная артистка Российской Федерации (1994).
    - Алибек Кантемиров (род. 08.05.1952) — наездник-джигит. Заслуженный артист Осетии.
    - Анатолий Кантемиров (род. 02.04.1957) — наездник-джигит. Выступал в труппе «Али-Бек» до 1995 года, иногда выступает с лошадьми.

  - Ирбек Кантемиров (02.06.1928—14.05.2000) — наездник-джигит. На арене с 1935. Многолетний руководитель знаменитой конно-цирковой трупы московского цирка “Али-Бек” (с 1972 года). В 1994 году покинул арену. Один из основателей советской школы каскадеров кино. Пятикратный чемпион страны по конному спорту (1948 - 1952), чемпион Вооружённых Сил СССР по джигитовке (1952), чемпион РСФСР по вольтижировке и джигитовке (1954), почетный член Ассоциации мексиканских наездников «Чаррос педригаль» («Честь и традиция») (1968), заслуженный мастер спорта СССР, мастер спорта СССР. Орден «Трудового Красного Знамени», Орден «Знак Почёта», Орден «Дружбы народов», Медаль «Во славу Осетии» (1997), Диплом и нагрудный знак «За социалистическую культуру» (1956, Венгрия), лауреат Всесоюзного конкурса циркового искусства (1969), знак «Золотая шпора» (ассоциация мексиканских наездников «Чарро педригаль» (1976), лауреат Государственной премии Северо-Осетинской АССР имени Косты Хетагурова (1977). Заслуженный артист Северо-Осетинской АССР (1949), Заслуженный артист РСФСР (05.10.1960), Народный артист РСФСР (1980), Народный артист СССР (1989), Народный артист республики Северная Осетия-Алания (1997).
    - Маирбек Кантемиров (род. 16.03.1965) — В 1994 году принял труппу джигитов "Али-Бек" от своего отца. Лауреат национальной премии «Циркъ», «Гран – При» имени Юрия Никулина (2002), Золотой кубок на всемирном ХХ фестивале в Риме (2003), Победитель в номинации «Режиссер года» (2012). Заслуженный артист Республики Северная Осетия (1994), Заслуженный артист Российской Федерации (2004). Создатель, режиссер, постановщик и продюсер конного спектакля "Avaia" Канада. Победитель премии "Лучший аттракцион года" Канада.

  - Мухтарбек Кантемиров (18.02.1934—30.08.2017) — советский артист цирка и киноактёр, президент Федерации боевого метания "Летящий нож", президент благотворительного фонда имени Ирбека Кантемирова, почетный член Ассоциации мексиканских наездников «Чаррос педригаль» («Честь и традиция») (1968). Известный в стране каскадёр и создатель конного театра. На арене с 1945. В 1979 ушел из цирка. 28 августа 1987 года создал первый и единственный в мире московский конный театр «Каскадёр», в котором был художественным руководителем, где на основе органичного соединения различных форм зрелищного искусства (театр, цирк, эстрада, кино) создаются большие постановки на исторические, античные темы. Заслуженный артист Северо-Осетинской АССР (1960), Народный артист Северо-Осетинской АССР (1975)
- Ибрагим Кантемиров — знаменитый цирковой наездник-джигит. После нескольких лет совместной работы он тоже создал свою труппу.
- Султанбек Кантемиров  — цирковой наездник-джигит.
  - Бексултан Кантемиров  — цирковой наездник-джигит.
  - Зелимхан Кантемиров  — цирковой наездник-джигит.

## Современные постановки династии Кантемировых
Конное цирковое шоу «Avaia» — постановка Маирбека Кантемирова. Место премьерной постановки — Канада, Онтарио, Ниагарский водопад. Также было показано в Великобритании, Германии, Италии, Голландии, Южной Корее и ОАЭ. В 2003 году завоевало золото на всемирном цирковом фестивале в Риме.
Конное цирковое шоу «Оракул» — постановка Маирбека Кантемирова, наследника вековой цирковой династии джигитов-наездников Кантемировых. Тема шоу — отношения между человеком и лошадью. Шоу включает номера джигитовки, цирковые гимнастические номера, а также хореографию. В постановке участвует 20 высококровных скакунов Архивная копия от 12 марта 2016 на Wayback Machine. Город постановки — Москва. Площадка — КВЦ «Сокольники», пав.3.